# 5681 Бакулєв
5681 Бакулєв (5681 Bakulev) — астероїд головного поясу, відкритий 15 вересня 1990 року.
Тіссеранів параметр щодо Юпітера — 3,637.